# 370
370 (CCCLXX) fue un año común comenzado en viernes del calendario juliano, en vigor en aquella fecha.
En el Imperio romano, el año fue nombrado como el del consulado de Augusto y Valente, o menos comúnmente, como el 1123 Ab urbe condita, adquiriendo su denominación como 370 a principios de la Edad Media, al establecerse el anno Domini.

## Acontecimientos
- La mayoría de los visigodos practican ya el arrianismo.
- Los hunos derrotan a los ostrogodos y los obligan a servir en su ejército.
- Juan Crisóstomo es bautizado.
- Macriano es depuesto como rey de los alamanes.
- Pap recupera de manos de Sapor II el dominio de Armenia, con ayuda del emperador romano Valente.

## Nacimientos
- (año probable) Hipatia, científica y filósofa egipcia, contribuyó al desarrollo de la matemática y la astronomía (f. marzo de 415 o marzo de 416).
- (año probable) Severiano de Gabala, sacerdote terraplanista cristiano bizantino, obispo de Gabala y predicador en Constantinopla (f. 431).
- (año probable) Vigilancio, escritor hereje francés (f. 400).

## Fallecimientos
- Lucifer de Cagliari, religioso cristiano, fundador del luciferismo.